# Elżbieta Stadtmüller
Elżbieta Helena Stadtmüller (ur. 1959) – polska politolożka, profesor nauk humanistycznych, wykładowczyni Instytutu Studiów Międzynarodowych Wydziału Nauk Społecznych Uniwersytetu Wrocławskiego i Instytutu Bezpieczeństwa i Spraw Międzynarodowych Wydziału Nauk Społecznych i Dziennikarstwa Dolnośląskiej Szkoły Wyższej.

## Życiorys
W 1982 ukończyła studia z politologii na Uniwersytecie Wrocławskim, 1 czerwca 1986 obroniła tamże pracę doktorską, 27 marca 1995 habilitowała się na podstawie dorobku naukowego i pracy zatytułowanej Polskie nurty polityczne wobec Niemiec w latach 1871–1918. 12 maja 1999 nadano jej tytuł profesora w zakresie nauk humanistycznych.
Objęła funkcję profesor zwyczajnej w Instytucie Studiów Międzynarodowych na Wydziale Nauk Społecznych Uniwersytetu Wrocławskiego, a także w Instytucie Bezpieczeństwa i Spraw Międzynarodowych na Wydziale Nauk Społecznych i Dziennikarstwa Dolnośląskiej Szkoły Wyższej. Na UWr była m.in. zastępczynią dyrektora ISM ds. dydaktyki (1993–2004) i nauki (2003–2008). Wypromowała 32 doktorów, m.in.: Krzysztofa Kociubińskiego (1999), Przemysława Mikiewicza (1999), Renaty Dudy (2001), Grzegorza Rdzanka (2002), Leszka Kwiecińskiego (2004), Patrycję Matusz (2006), Annę Srokę (2006), Andrzeja Polusa (2008) i Przemysława Witkowskiego (2011).
Zainteresowania naukowe Elżbiety Stadtmüller obejmują: procesy globalizacji i regionalizacji, governance międzynarodowy, teorię stosunków międzynarodowych, polityczne problemy stosunków międzynarodowych, integrację europejską (UE i inne organizacje subregionalne), teorię i praktykę bezpieczeństwa międzynarodowego, polską politykę zagraniczną (szczególnie wobec Niemiec, Rosji, NATO i UE).
W 2018 roku została odznaczona Brązową Odznaką Honorową Wrocławia.
W 2023 została odznaczona Srebrnym Krzyżem Zasługi.

## Publikacje
- 2004: Regional Stabilisation and Security: The European Union as a Model[1]
- 2005: Europe on the Move. The Impact of Eastern Enlargement on the EU (eds)[1]
- 2011: The European Union's Neighborhood Challenge. Transborder cooperation, migration and Europeanization (eds)[1]
- 2012: The EU's Shifting Borders – Theoretical Approaches and Policy Implications in the New Neighbourhood (eds)[1]